# Live at the Royal Albert Hall (album d'Erasure)
 (mai 2023).
Pour les articles homonymes, voir Live at the Royal Albert Hall.
Albums de Erasure
Light at the End of the World
(2007) Live at the Royal Albert Hall - DVD
(2008)
Live at the Royal Albert Hall est un album live double-CD du groupe britannique Erasure, enregistré en concert le 25 septembre 2007 à Londres au Royal Albert Hall, un monument circulaire d'une capacité de 5 544 places. Ce concert sortit en double-CD le 30 novembre 2007.
Au cours de ce concert, Erasure interprétaient en live la plupart des titres de l'album Light at the End of the World (paru en mai de la même année 2007). On y retrouve aussi quelques-uns de leurs classiques tels que Oh L'Amour, Sometimes, Victim Of Love, A Little Respect, Ship Of Fools, Chains Of Love, Stop!, Drama!, Blue Savannah, Chorus, Love To Hate You...
Ce double-album live se présente en boîtier cartonné digipack.
Ce concert parut quelques mois plus tard au format DVD, le 7 avril 2008, sous le même titre (voir l'article consacré au DVD Live at the Royal Albert Hall - DVD).

## Les musiciens sur scène
- Vince Clarke - claviers, guitares
- Andy Bell - chant
- Valerie Chalmers - chœurs
- Rachel Montez Collins - chœurs
- Christa Jackson - chœurs
- Ben Edwards - trompette (brève apparition, pour la section instrumentale de Sometimes)

## Détail des plages
| 1.  | Sunday Girl                   | 4:38 |
| 2.  | Blue Savannah                 | 4:22 |
| 3.  | Drama!                        | 4:29 |
| 4.  | I Could Fall In Love With You | 4:39 |
| 5.  | Fly Away                      | 3:42 |
| 6.  | Breathe                       | 4:21 |
| 7.  | Storm In A Teacup             | 4:40 |
| 8.  | Chains Of Love                | 3:53 |
| 9.  | Breath Of Life                | 4:49 |
| 10. | Love To Hate You              | 4:20 |
| 11. | Sucker For Love               | 5:39 |
| 12. | Jacques Cousteau              | 3:44 |

| 1. | Victim Of Love          | 3:43 |
| 2. | When A Lover Leaves You | 3:59 |
| 3. | Ship Of Fools           | 4:05 |
| 4. | Chorus                  | 5:21 |
| 5. | Sometimes               | 4:01 |
| 6. | A Little Respect        | 5:06 |
| 7. | Oh L'Amour              | 3:53 |
| 8. | Glass Angel             | 5:09 |
| 9. | Stop!                   | 3:57 |